# Adel Nefzi
Adel Nefzi (Béja, 16 de março, 1974) é um ex-futebolista da Tunísia, que atuava como goleiro.

## Carreira
Nefzi representou o elenco da Seleção Tunisiana de Futebol no Campeonato Africano das Nações de 2010.

## Títulos

### Olympique Béja
- Supercopa da Tunísia : 1995

### Club Africain
- Campeonato de Tunísia : 2008, 2010
- Copa Maghreb dos vencedores das copas : 2009
- Liga dos Campeões norte africana : 2008